# Enhanced CD

Logo degli enhanced CD

Logo degli Enhanced Music Compact Disc

Un Enhanced CD è un marchio di certificazione della RIAA applicata a varie tecnologie che combinano audio con dati per computer su un unico supporto CD, da usare sia nei lettori CD, sia nei lettori CD-ROM.

## Descrizione
Alcuni formati che rientrano in questa categoria sono i mixed mode CD (Yellow Book CD-ROM/Red Book CD-DA), CD-i, CD-i Ready e CD-Extra/CD-Plus (Blue Book, detti anche Enhanced Music CD o E-CD).
Gli enhanced CD divennero popolari alla fine degli anni novanta con l'aumento dell'uso dei computer, in quanto includevano spesso video musicali, sfondi e altri contenuti. Tuttavia in seguito si è preferito includere questo tipo di contenuti su supporti come il DVD, con lo svantaggio di non poterlo poi riprodurre in un comune lettore audio CD ma con il vantaggio di poter archiviare maggiori quantità di dati e/o di qualità video superiore.
Con il progressivo abbandono del supporto CD anche l'Enhanced CD è diventato obsoleto.

## Problemi
A volte con i programmi di ripping (p.e. cdparanoia e CDBurnerXP) si riscontrano problemi a trasferire i dati contenuti in alcuni enhanced CD, specialmente quelli che contengono dati in una sezione separata dopo quella audio. Infatti tali dischi hanno i dati di 11.400 settori (2m32s) dopo l'audio ma alcuni ripper potrebbero provare a prelevare questa sezione vuota con l'ultima traccia, con il risultato che il programma si blocca durante l'ultima traccia o segnala un errore di riproduzione.